# Segontia (Sigüenza)
Segontia era un asentamiento de la península ibérica dentro de la Tarraconense. En el siglo III aparece relacionada como ciudad en el Itinerario Antonino A-24 y en el Itinerario Antonino A-25 encabezado con el título de Alio itinere ab Emerita Cesaragustam 369 que significa Otro camino de Mérida a Zaragoza, 369 millas,  entre las plazas de Caesada y Arcobriga. Corresponde a la actual Sigüenza. En esta misma Vía XXV existe otra Segontia que se ubicaría cerca de la localidad zaragozana de Bárboles.

Mapa de los territorios tribales prerromanos de Castilla-La Mancha y Madrid.

Plinio el Viejo (siglo I a. C.) menciona en su Naturalis Historia a la ciudad de Segontia como una importante ciudad celtíbera, habitada por los arévacos; fue tomada por los romanos a raíz de la caída de la ciudad celtíbera de Numancia en el 133 a. C.
Situada en el cerro de Villavieja, hacia el siglo V a. C. era una de las más importantes de la Celtiberia. La penetración cartaginesa del siglo III a. C. (previa a la II Guerra Púnica) llevó a Aníbal y luego a Asdrúbal a asediarla. En las guerras celtíberas (153 - 133 a. C.) se produjo la sumisión a la República romana. La ocupación romana estableció una zona militar que se separó de la zona residencial.
En época romana la ciudad mantuvo cierta importancia por estar situada sobre la calzada del Henares que formaba parte de la vía que comunicaba Mérida (Emerita Augusta) con Zaragoza (Caesar Augusta). La explotación de yacimientos de asfalto en las proximidades de Sigüenza durante el periodo andalusí ya fue señalada por el geógrafo al-Udri.